# Kaledoniska kanalen

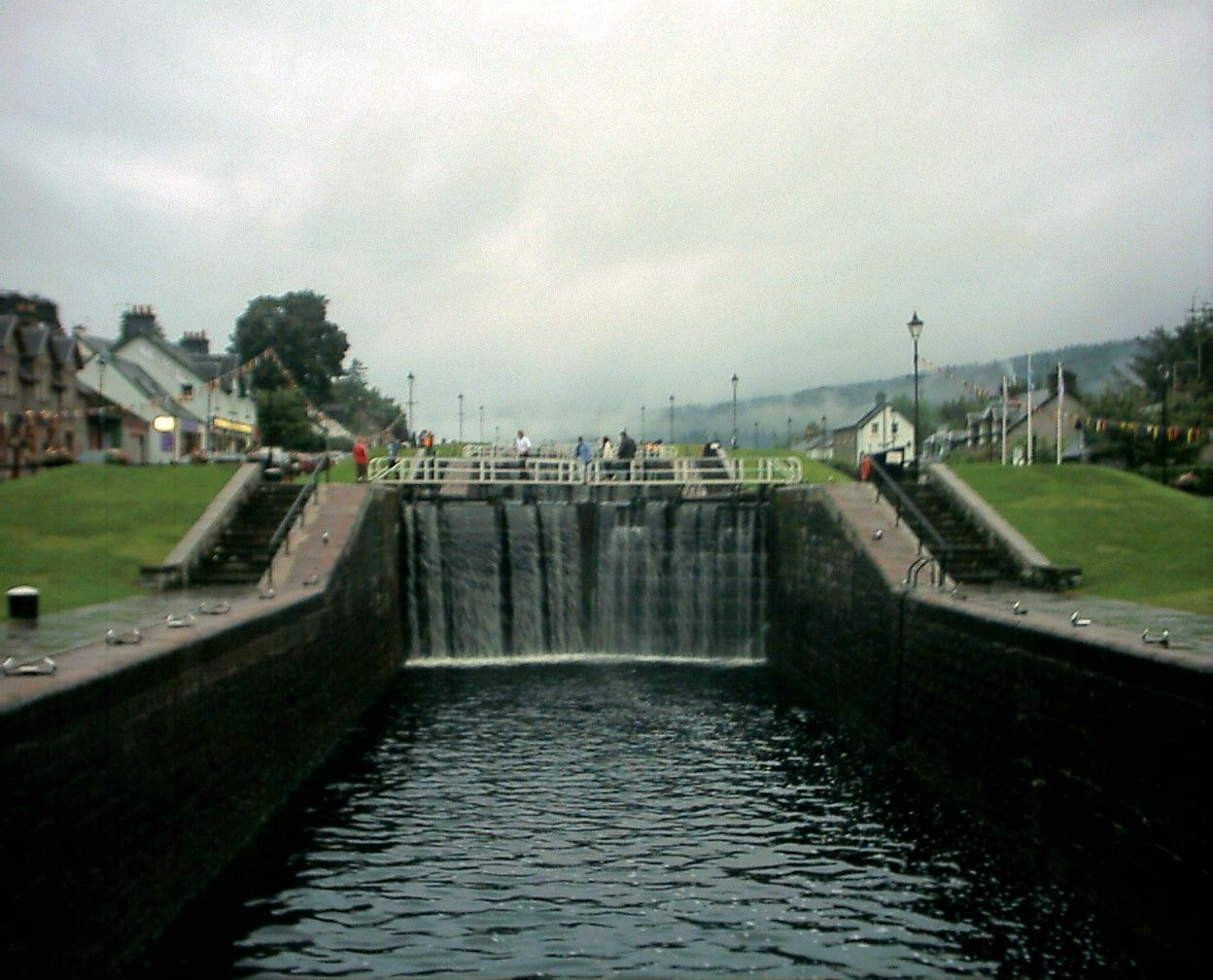
Slussarna vid Fort Augustus.

Kaledoniska kanalen (engelska: Caledonian Canal) i Skottland förbinder Inverness vid de skotska högländernas nordöstkust med sydvästkusten vid Corpach nära Fort William. Kanalen har flera namn på skotsk gaeliska som: Amar-Uisge/Seòlaid a’ Ghlinne Mhòir (vattenväg vid Great Glen) samt den direkta översättningen Sligh’-Uisge na h-Alba.
Kanalens längd är cirka 100 kilometer (62 engelska mil) från nordöst till sydväst. En tredjedel av sträckan är grävd och den övriga sträckan utgörs av Loch Dochfour, Loch Ness, Loch Oich, och Loch Lochy. Dessa sjöar är en del av Great Glen som är en geologisk förkastning i jordskorpan. Det finns 29 slussar (inklusive åtta vid Neptuns trappa vid Banavie), fyra akvedukter och 10 broar längs kanalens sträckning. Kanalen kan ta båtar upp till 45,7 meter långa och 10,7 meter breda och 4,1 meter djupa.
Kanalen används i dag i första hand av fritidsbåtar. Kaledoniska kanalen underhålls och drivs av statligt ägda Scottish Canals.

## Historia
Kaledoniska kanalen ritades av ingenjören Thomas Telford och William Jessop och byggdes mellan 1803 och 1822 till en dåtida kostnad av 840 000 brittiska pund, men blev aldrig någon större kommersiell succé. Eftersom kanalen från början byggdes för grund och led av dåliga lösningar på vissa platser, föredrog den mesta trafiken den längre sjövägen. Kanalen blev inte fördjupad förrän 1847 (arbetet leddes av Telfords kollega, James Walker) och redan då var många fartyg för stora och Inverness blev snart förbundet med de skotska lågländerna med järnväg.
Kanalbygget var, förutom ett kommersiellt projekt, också en del i en sysselsättningspolitik och lokal arbetskraft skulle användas i första hand, för att motverka den omfattande emigrationen. Många kanalarbetare prioriterade dock andra sysselsättningar och tog ledigt för säsongsarbeten som potatis- eller torvskörd. Kanalbyggarnas antal uppgick år 1811 till 1 425 man, vilka utförde det manuella arbetet med spadar, hackor och skottkärror. Kaledoniska kanalen är systerkanal till Göta kanal som också konstruerades av Thomas Telford.

## Bilder

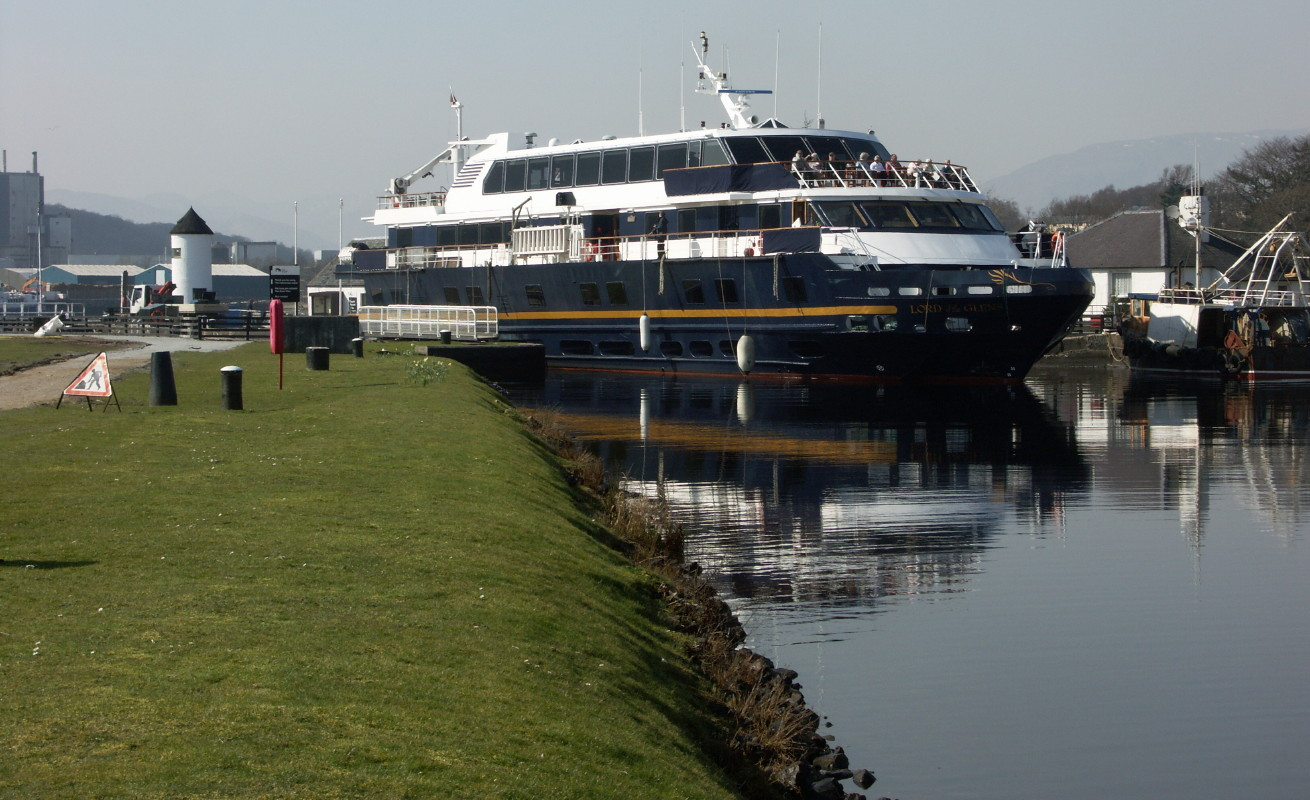
Lord of the Glens lämnar Corpach Sea Lock.
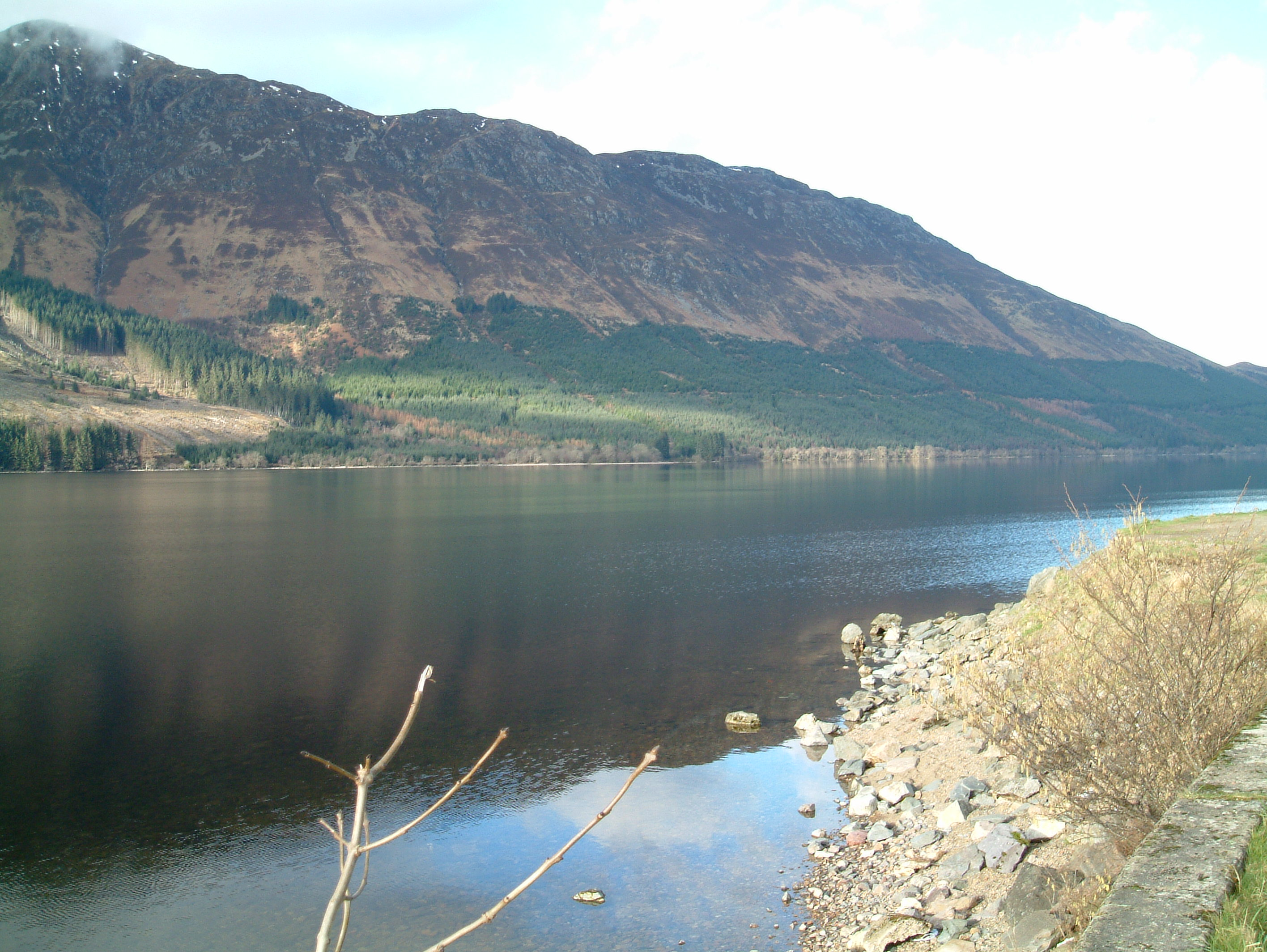
Loch Lochy, en del kanalens vattensystem.
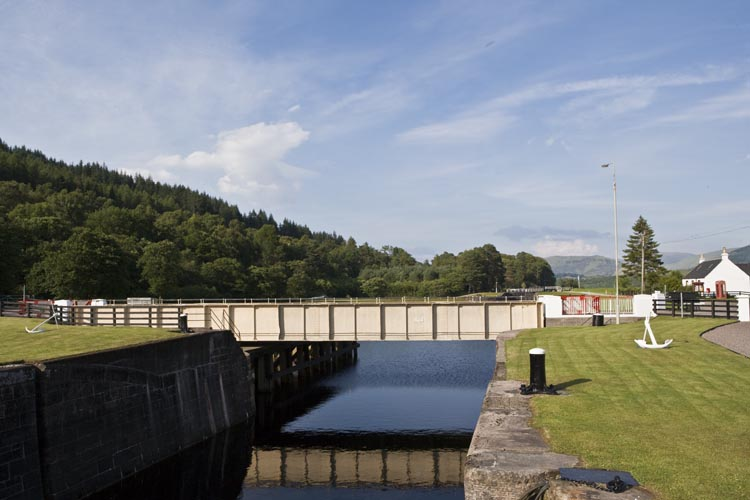
Gairlochy Bottom Lock.
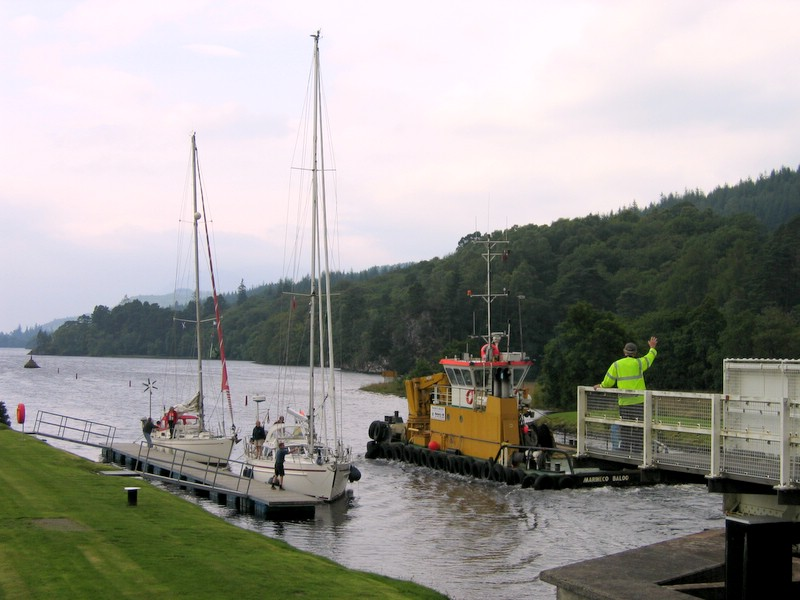
Svängbro över Kaledoniska kanalen.